# Klen v Mezihorské
Klen v Mezihorské je památný strom solitérní javor klen (Acer pseudoplatanus), který roste v Mezihorské (osadě obce Jindřichovice) v okrese Sokolov v Karlovarském kraji, na jižním okraji osady, v místě rozdvojení luční cesty. 
Strom má válcovitý kmen, krátké, mohutné kořenové náběhy, je u něj patrná růstová asymetrie, kdy velmi silná spodní větev se po počáteční vodorovné fázi náhle obloukovitě stáčí vzhůru do pozice druhého vrcholu a koruna stromu připomíná lyru.
Obvod kmene měří 310 cm, koruna stromu dosahuje do výšky 21,5 m (měření 2004). Za památný byl strom vyhlášen v roce 2004 jako esteticky zajímavý strom, významný vzrůstem. 

## Stromy v okolí
- Kaasův buk
- Jindřichovický klen
- Martinské lípy v Jindřichovicích
- Klen v Heřmanově
- Jirákova lípa
- Tatrovická lípa
- Tatrovický buk

## Fotogalerie

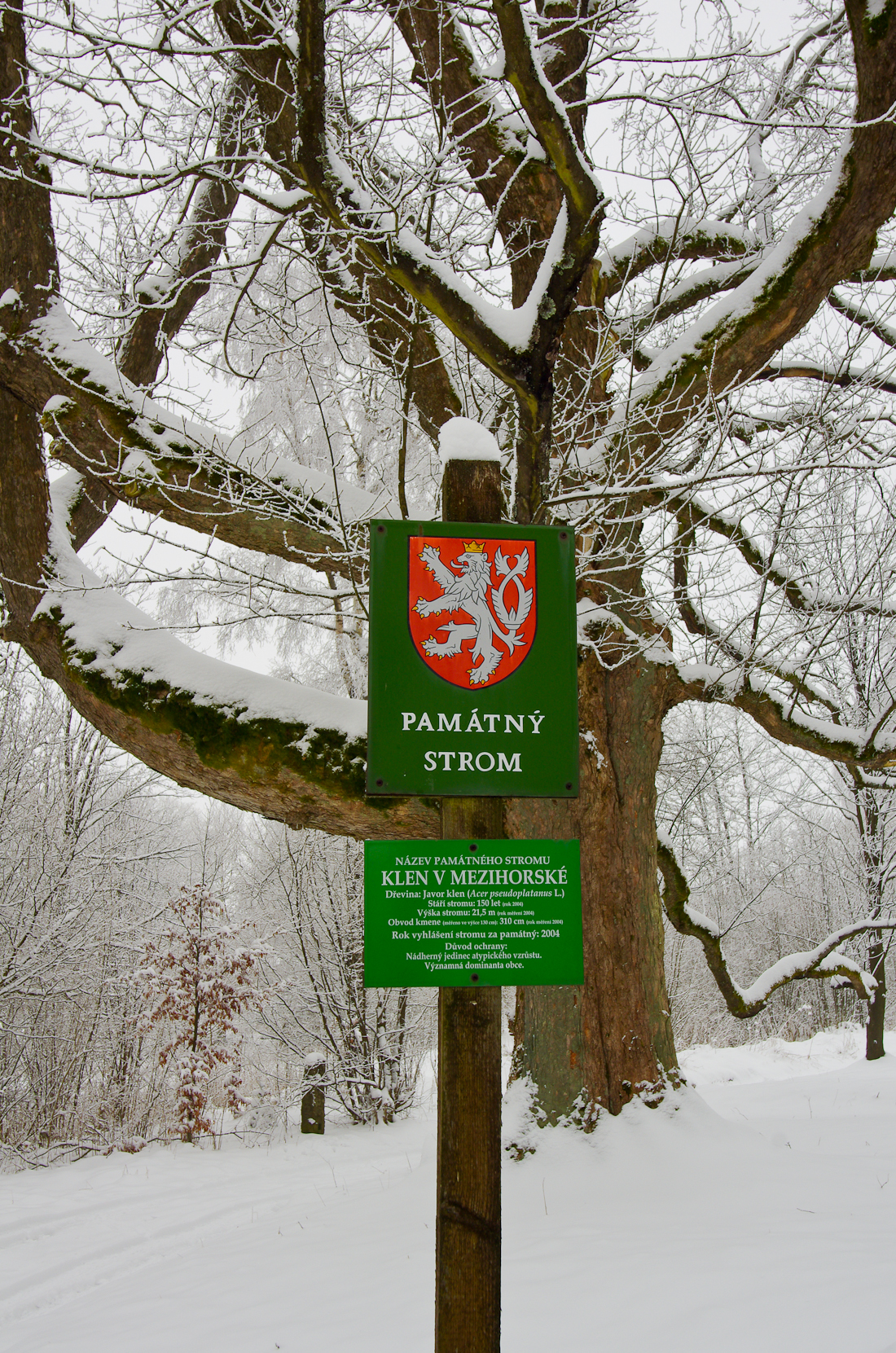
v lednu 2014
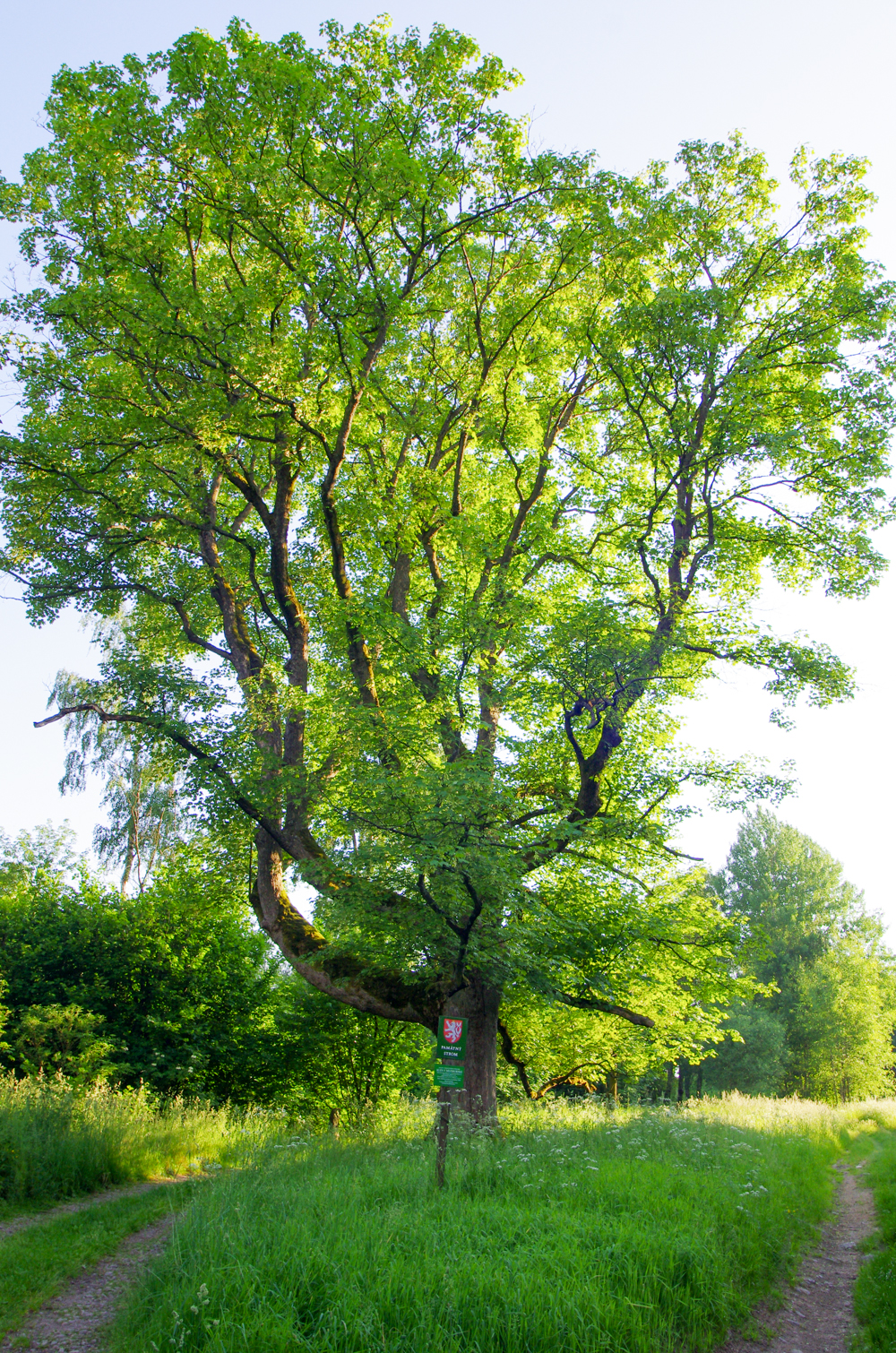
v červnu 2014
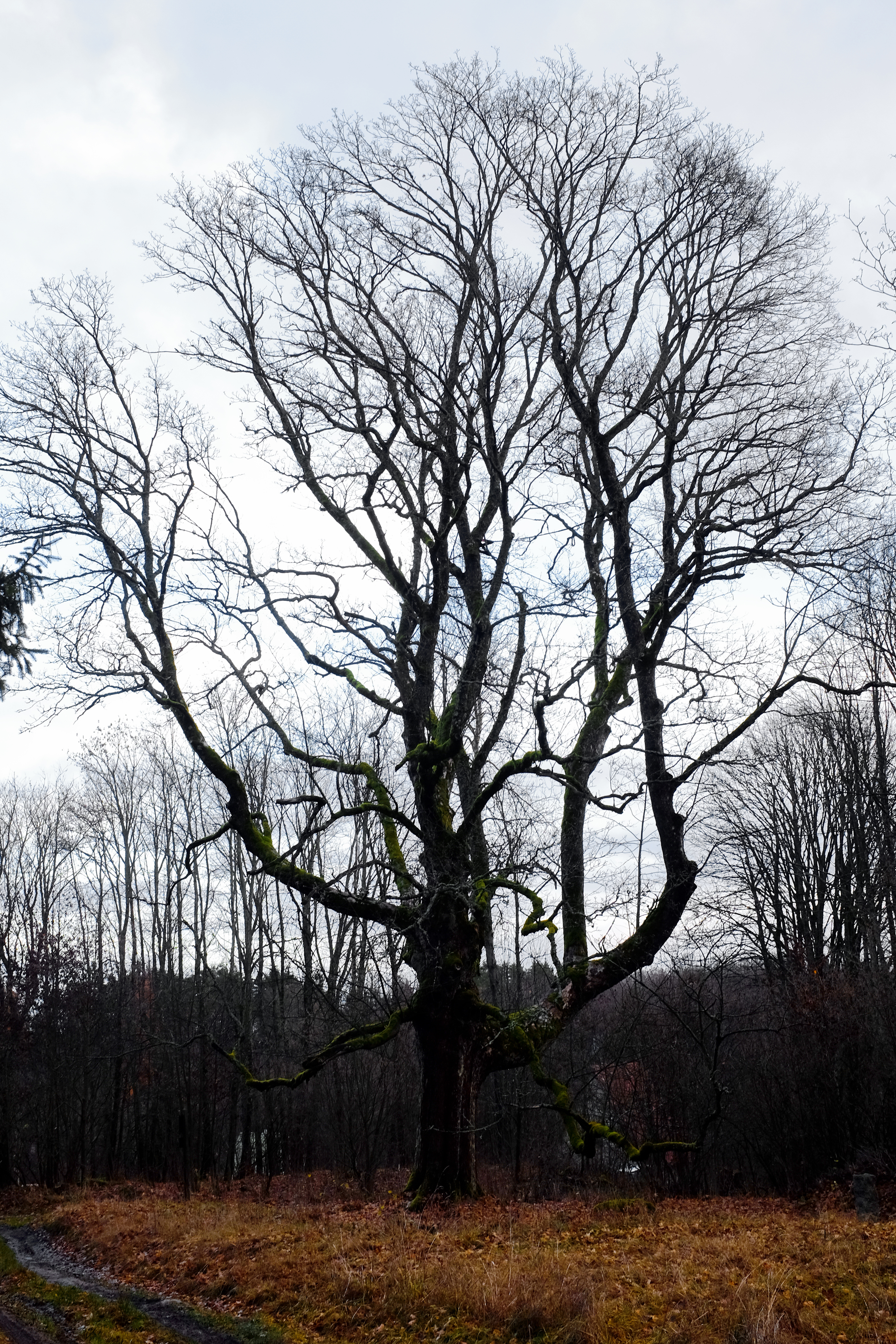
v listopadu 2019
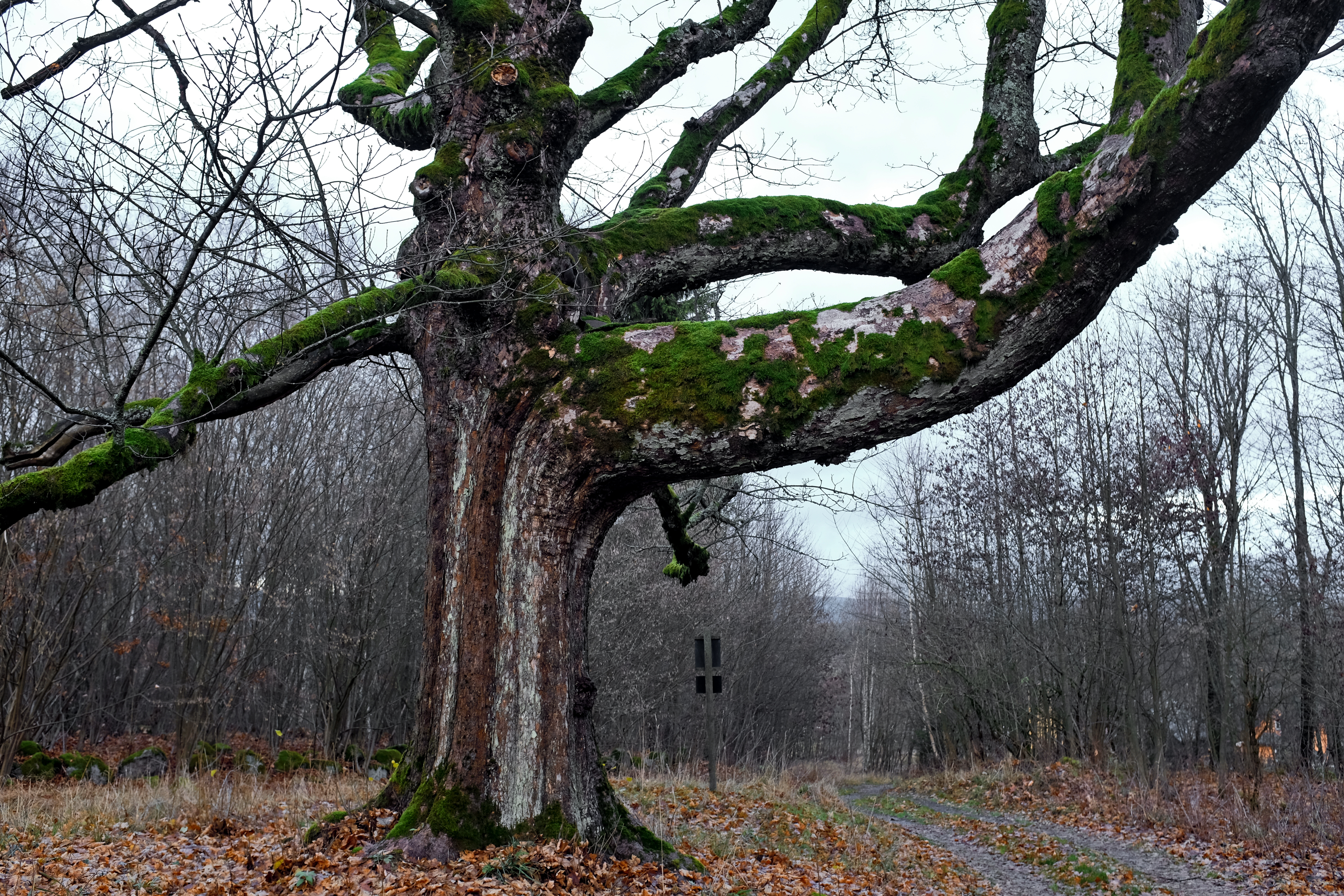
detail kmene